# Joe Jackson (musicista)
David Ian Jackson, detto Joe (Burton upon Trent, 11 agosto 1954), è un cantautore, compositore e polistrumentista britannico, tra i principali esponenti della new wave insieme a Elvis Costello e Graham Parker.
Nella sua quasi quarantennale carriera ha spaziato fra numerosi generi, dal pop, al jazz, alla musica classica e al punk rock. Tra i suoi brani di maggior successo figurano Is She Really Going Out With Him?, Steppin' Out e You Can't Get What You Want (Till You Know What You Want), e vanta cinque nomination al Grammy Award tra il 1979 e il 2001.

## Biografia
Nato in Staffordshire, David Ian Jackson crebbe a Portsmouth, Inghilterra. Cominciò a suonare il violino ma presto passò al pianoforte. Dall'età di sedici anni suonò nei bar e vinse una borsa di studio in composizione alla London's Royal Academy of Music. Jackson non gradiva la prospettiva di diventare un compositore di musica classica e quindi passò al pop e al rock.
La sua prima band furono gli Edward Bear, poi rinominatisi Arms and Legs; il gruppo si sciolse nel 1976 dopo due singoli senza successo pubblicati per la MAM. Nonostante fosse ancora noto come David Jackson, in quel periodo prese il nome Joe dal nome del pupazzo Joe 90. Joe Jackson allora passò un periodo nel circuito dei cabaret per guadagnare il denaro necessario per poter registrare i propri demo.
Nel 1978 un produttore discografico ascoltò un suo nastro e lo scritturò per la A&M Records. L'album Look Sharp!, che contribuì al successo di Is She Really Going Out with Him? fu inciso subito dopo e pubblicato nel 1979. Ad esso seguirono I'm the Man e Beat Crazy nel 1980.
La Joe Jackson Band ebbe un notevole successo e svolse un'intensa attività concertistica. Dopo lo scioglimento del gruppo, Jackson intraprese una svolta artistica e, da solista,  registrò un disco di swing vecchio-stile e blues, Jumpin' Jive, con canzoni di Cab Calloway, Lester Young, Glenn Miller e principalmente, Louis Jordan.
Jackson ebbe un notevole successo internazionale con l'album del 1982 Night and Day, tributo indiretto al genio e allo stile di Cole Porter (ma più direttamente alla città di New York). Unico suo album a raggiungere la Top Ten, (numero 4 in Inghilterra), fu suddiviso in due parti, corrispondenti alle facciate del disco: alla "night side", composta da cinque brani uniti tra di loro come in un unicum, l'ultimo dei quali era Steppin' out, uno dei suoi brani più famosi, si contrappone la day side, con quattro canzoni autonome tra loro, incluso il singolo Real men. È tuttora considerato il suo capolavoro, e uno dei migliori dischi degli anni '80.
Quindi incise l'album Body and Soul, in classifica al nº20, pesantemente influenzato dal pop, dal jazz e dalla salsa. Il disco ebbe modesto successo commerciale; è oltremodo apprezzato tra gli audiofili per una registrazione digitale di altissima qualità.
A partire da questo momento fino alla fine del decennio, la musica di Jackson venne sempre meno accolta con favore e interesse dal pubblico e la critica. Jackson proseguì pubblicando Big World, un album doppio con solo tre lati incisi o, secondo quanto lui afferma, un album singolo con un'ulteriore facciata come bonus. L'album venne registrato interamente dal vivo di fronte ad un pubblico cortesemente pregato di non applaudire prima che ogni brano arrivasse all'ultima nota. Il brano Will Power è un'ouverture strumentale per due pianoforti che pose le basi per i lavori successivi; egli, prima di abbandonare il pop, pubblicò due dischi più cerebrali e celebrativi, Blaze of Glory (1989) e Laughter & Lust (1991).
Per alcuni anni si discostò dallo stile pop, lavorando per la Sony Classical con cui nel 1999 pubblicò il disco Symphony No. 1, per il quale ricevette il suo primo Grammy Award. Jackson è anche uno scrittore; ha pubblicato A Cure for Gravity, del 1999, da lui descritto come un "libro sulla musica, sottilmente mascherato da autobiografia"; vi descrive la sua musica degli esordi, dall'adolescenza al ventiquattresimo compleanno. Il libro è stato pubblicato in Italia nel 2019 da Vololibero con il titolo Gravità zero - Un viaggio nella musica.
Nonostante il formato non radiofonico e molto elegante dei brani, Night and Day II, LP del 2000 venne accolto con favore da pubblico e critica. Nel 2003, Jackson riunì il quartetto originale per un album (Volume 4) e un lungo tour. Nel 2005 andò in tour in 45 città americane ed europee con Todd Rundgren e il quartetto d'archi "Ethel". In seguito iniziò un breve tour con un trio piano-basso-batteria. Suonò in Europa nella primavera 2007 e annunciò che stava registrando un nuovo album; il CD, intitolato Rain, è uscito nel gennaio 2008 con un conseguente tour sempre in trio.
Nel giugno del 2011, Jackson pubblicò il disco Live Music, registrato durante il tour in trio tenutosi in Europa nel corso del 2010. Oltre a diversi classici di Jackson, l'album contiene cover di David Bowie, The Beatles e Ian Dury & The Blockheads. Del 2012 è invece l'album The Duke, dedicato alle musiche di Duke Ellington.
Nel 2015 uscì Fast Forward, a cui parteciparono Bill Frisell, Regina Carter e Brian Blade. Fast Forward venne promosso nel corso di una serie di concerti. Jackson registrò otto brani presso i Tonic Room Studios di Boise, nell'Idaho, assieme ai tre musicisti della sua band: l'album frutto di queste sessioni, intitolato Fool, uscì il 18 gennaio 2019. Stando a una sua dichiarazione, l'album tratta temi come la rabbia, la paura, la perdita, e l'alienazione.

## Stile musicale
La musica di Jackson è un pop e new wave ispirato allo swing, all'R&B, e alla musica latinoamericana, che non disdegna altre influenze. Dopo aver pubblicato due album in qualche modo legati al pub rock, e Beat Crazy, che flirta a tratti con il reggae, Jackson ha omaggiato la musica degli anni '30 e '40 in Jumpin' Jive. Night and Day è un elegante connubio delle esperienze precedenti dell'artista ove fanno capolino influssi latino-americani e jazz. L'artista ha poi proseguito la sua carriera cimentandosi in altre prove ambiziose nel soul di Body and Soul, nel jazz d'annata di Tucker, e nel suono più riflessivo di Will Power e Night Music. In anni più recenti, Jackson ha pubblicato Heaven & Hell e Symphony No. 1, i cui brani si collocano a metà strada fra popolare e colto. L'artista viene anche considerato un esponente dello ska e dello swing secondo AllMusic.

## Vita privata
Jackson ha vissuto diversi anni a New York, metropoli che è stata fonte d'ispirazione per la sua canzone Steppin 'Out del 1982. In un'intervista del 2018, Jackson ha dichiarato: "Non mi piace molto New York in questo periodo. È come se la città e io avessimo una relazione amorosa e ora siamo solo amici, ma dobbiamo ancora vederci per rimanere amici. Oggi vivo a Berlino. La New York che ho conosciuto alla fine del '81 e '82 è sparita". Jackson attualmente risiede nella capitale tedesca, ma possiede case anche nella Grande Mela e a Portsmouth.
Jackson è stato sposato con sua moglie, Ruth, per due anni, ma il matrimonio si è concluso con il divorzio e in seguito è stato definito "un disastro" da Jackson. In un'intervista del 2001 concessa all'Irish Independent, Jackson ha dichiarato di avere una relazione con un partner maschile. Jackson aveva precedentemente fatto coming out della sua bisessualità nella sua autobiografia A cure for gravity. I dubbi sulla sua potenziale omosessualità e l'attrazione per le persone dello stesso sesso è esplorata nel singolo Real Men del 1982.

## Opere
- Gravità zero - Un viaggio nella musica, 1999

## Discografia
Studio
- 1979 - Look Sharp!
- 1979 - I'm the Man
- 1980 - Beat Crazy
- 1981 - Jumpin' Jive
- 1982 - Night and Day
- 1983 - Mike's Murder (colonna sonora)
- 1984 - Body and Soul
- 1987 - Will Power
- 1988 - Tucker
- 1989 - Blaze of Glory
- 1991 - Laughter & Lust
- 1994 - Night Music
- 1997 - Heaven & Hell
- 1999 - Symphony No. 1
- 2000 - Night and Day II
- 2003 - Volume 4
- 2008 - Rain
- 2012 - The Duke
- 2015 - Fast Forward
- 2019 - Fool
- 2023 - Mr. Joe Jackson presents Max Champion in "What a Racket!"

Live
- 1986 - Big World (registrato dal vivo ma contenente esclusivamente brani inediti)
- 1987 - Live 1980/86
- 2000 - Summer in the City: Live in New York
- 2002 - Two Rainy Nights
- 2004 - AfterLife
- 2011 - Live Music
- 2011 - Live in Germany 1980
- 2012 - Live at Rockpalast
- 2021 - State Theater New Jersey 2005 (Joe Jackson & Todd Rundgren, featuring Ethel)

Raccolte
- 1990 - Stepping Out: The Very Best of Joe Jackson
- 1996 - Joe Jackson - Greatest Hits
- 1997 - This Is It! (The A&M Years 1979–1989)
- 2001 - Steppin' Out: The Very Best of Joe Jackson
- 2003 - The Ultimate Collection
- 2007 - The Very Best of Joe Jackson
- 2010 - Joe Jackson - Collected
- 2014 - Steppin' Out - The Collection